# ریچارد کریمر
ریچارد کریمر (انگلیسی: Richard Cramer؛ ۳ ژوئیه ۱۸۸۹ – ۹ اوت ۱۹۶۰) بازیگر اهل ایالات متحده آمریکا بود.
از فیلم‌هایی که وی در آن نقش داشته‌است، می‌توان به راه گریزی ندارم، جشن هالیوود، زود گمشید بیرون!، قانون وحش، نخاله‌ها در دریا، راسپوتین و امپراتریس، رودخانه خسته، شیطان‌های پرنده، گرگ دریا، زحمت را کم کن، محموله عجیب، به دنبال مرد لاغر، ساده‌لوح در آکسفورد، بوکانیر، متجاوز، خیابان اسکارلت، سانتا فه و خون ورزشی اشاره کرد.